# Can Baiona (Corbera de Llobregat)
Can Baiona és una masia de Corbera de Llobregat (Baix Llobregat) inclosa en l'Inventari del Patrimoni Arquitectònic de Catalunya.

## Descripció
És una masia de dues plantes que conserva la part essencial originària de la casa. Té un cos adossat amb arcades i a la part posterior una construcció amb dues plantes, més moderna.
Es troba prop del camí antic de Corbera a Sant Andreu de la Barca. La façana ofereix una bella mostra en el seu portal rodó i les finestres de la mateixa època amb pedra vermella de Corbera.

## Història
Ve ja documentada la masia a la concòrdia del 1576, entre mossèn Llorenç Micó i el baró de Corbera, el magnífic Francesc de Corbera.
Fa més de 400 anys que el llinatges dels Xancó porta la masia i els conreus. El 1933 obtingué una menció honorífica de l'Institut de Sant Isidre (I. A. C. de S. I.) sobre un concurs de masies centenàries, el tercer premi i diploma fou per a Josep Xancó i Massana, masover de Can Baiona. Feia llavors 350 anys que la família Xancó duia la masoveria.